# Fatiha Ouali
Fatiha Ouali (née le 25 octobre 1974 à Roubaix) est une athlète française, spécialiste de la marche.

## Biographie
Fatiha Ouali est d'origine algérienne.
Elle remporte onze titres de championne de France, dont sept sur route.
Elle détient les records de France sur piste du 5 000 m marche (21 min 51 s 70) et du 10 000 m marche (44 min 58 s 60), établis en 2001, et celui du 3 000 m marche en salle (12 h 40 min 44 s, 2002).

## Palmarès

### International
- Jeux de la Francophonie de 1997
  - médaille d'argent du 10 000 m marche

### National
- Championnats de France d'athlétisme :
  - 10 km marche : vainqueur en 2000, 2001, 2002, 2003 et 2005
  - 20 km marche : vainqueur en 2000 et 2002
- Championnats de France d'athlétisme en salle :
  - 3 000 m marche : vainqueur en 2000, 2002, 2003 et 2005

### Records
| Épreuve       | Performance     | Lieu                 | Date          |
| ------------- | --------------- | -------------------- | ------------- |
| 20 km marche  | 1 h 32 min 14 s | Royal Leamington Spa | 23 avril 2000 |
| 5000 m marche | 21 min 51 s 70  | Miramas              | 13 juin 2001  |